# Minja Korhonen
Minja Korhonen, föddes 29 maj 2007 i Siilinjärvi och är en finsk utövare av nordisk kombination. Korhonen blev individuell juniorvärldsmästare i nordisk kombination under juniorvärldmästerskapen i nordisk skidsport 2024 i Planica, där hon precis slog Alexa Brabec från USA med 1,5 sekunder. Detta bara två veckor efter att hon vunnit en utklassningsseger i ungdoms-OS i Gangwon den 29 januari 2024. Dagen efter tog hon guld med det finländska laget i lagtävlingen och blev omskriven i Finland efter sina prestationer.
Hon debuterade i världscupen redan som femtonåring. Korhonen har också tagit en pallplats i världscupen i nordisk kombination, en tredjeplats i Ramsau am Dachstein den 15 december 2023. Hennes tränare är Lasse Moilanen och Terttu Lappi, bror till backhopparen Arttu Lappi. Tillsammans satsar de mot Olympiska vinterspelen 2030 som det största målet. Korhonen studerar på idrottgymnasiet i Kuopio.
Korhonens idrottsbakgrund är mångsidig. Föräldrarna har tagit med henne till olika sporter även efter backhoppningen, som hon började med i sexårsåldern. Gymnastik höll hon på med länge, friidrott, volleyboll, fotboll och karate räknar Korhonen upp i en intervju.
Hennes mentor Ilkka Herola är en manlig åkare från samma finska stad. Hon representerar Siilinjärvi Ski Club och har även fått sponsring av Siilinjärvis kommun. Korhonen ligger sexa i världcupen hittills under säsongen 2023/2024 med sex tävlingar återstående (efter 24 februari 2024) och hon har dragit in 5 550 schweiziska franc i prispengar under säsongen.